# 백제 금동대향로
백제 금동대향로(百濟金銅大香)는 백제에서 만들어진 금동제 박산로다. 1993년 충청남도 부여군 능산리 절터의 목곽 수로 안에서 발견되었으며 국보 제287호로 지정되었다. 이 향로는 최고의 기술적 성과라는 평가가 있다.

## 발굴 과정
백제금동대향로는 주차장을 건설하던 곳에서 발견되었다. 주차장 공사가 임박한 시점에 발견된 것이다. 발견 당시 백제금동대향로는 돌무더기 속에 있었고, 바닥에서는 기와 조각과 토기 조각이 발견되었다. 주변에서는 섬유 조각이 발굴되었는데, 발굴단은 이 섬유 조각이 백제금동대향로를 감쌌던 것으로 추정했다. 또, 대향로가 오랜 세월에도 완벽하게 보존될 수 있었던 이유는 돌무더기에 잠긴 진공 상태에서 보관되었기 때문으로 보고 있다.
1995년의 발굴 조사로 대향로가 발견된 일대가 백제 시대 왕실 절터였음이 입증되었다. 발굴된 석탑 흔적에서 발견된 부여 능산리사지 석조사리감에서 "창왕(위덕왕) 13년(567년)에 정해공주가 이 절을 지었다"는 기록이 발견된 것이다. 학계는 이 점에 주목하여 백제 금동대향로가 단순한 향로가 아니라 백제 왕실 의식이나 제사용으로 사용된 신물로 추정하고 있다.

## 구성
백제금동대향로는 전체 높이가 61.8cm이며 황룡 모양의 향 받침, 연꽃이 새겨져 있는 향로의 몸체, 산악도가 솟아있는 향로 뚜껑, 뚜껑 위의 봉황 장식의 네 부분으로 이루어져 있다. 봉황과 향로 뚜껑은 각각 다른 주물로 제작되어 있어, 제작 과정에서 여섯 개의 주물틀이 사용되었음을 알 수 있다. 향로 본체의 가운데 테두리의 구름 문양 아래에는 연꽃이 핀 연못이 있고, 그 위인 뚜껑에는 봉우리가 세 개 있는 산들이 있다. 이 산에는 말을 타고 사냥하는 사람, 신선으로 보이는 사람들, 호랑이, 사자, 원숭이, 멧돼지, 코끼리, 낙타 등 많은 동물들이 장식되어 있다. 또한 곳곳에 폭포, 나무, 불꽃 무늬, 귀면상 등이 있다. 제단 모양으로 꾸며진 정상에는 봉황이 날개를 펴고 춤추고 있고, 그 아래에는 7악사가 있는데 이들은 단소, 피리, 비파, 북, 현금 등을 연주하고 있다. 그 주위의 다섯 봉우리에는 각각 갈매기로 보이는 새가 봉황과 함께 춤추는 형상이 있다. 향로의 몸체에는 연꽃이 있는데 그 위에 갖가지 새와 물고기가 새겨져 있다. 또 한쪽에는 무예를 하는 인물도 있다. 그리고 그 아래에 발가락이 네 개 있는 용이 위의 연꽃을 물고 하늘로 날아가려는 듯 용틀임을 하고 있다.

## 체계
중국에 서역의 향품이 전해져서 전국시대 말기부터 악취를 없애고 부정을 쫓기 위해 향로를 만들었다. 백제 금동대향로의 기원을 중국에서 찾는 사람도 있는데, 이들에 의하면 백제 금동대향로는 한나라의 영향을 받아 백제적인 요소가 가미되어 제작되었다고 한다. 하지만 이는 길쭉한 하대에 알의 모양을 얹은 박산 향로의 형식에 있어서만 유효한 논증이다. 중국의 박산형 향로에 비하여 백제 금동 대향로는 그 심미성과 정밀함이 월등하기 때문이다.
불교문화연구가들은 백제금동대향로가 불교의 연화화생설과 관련있다고 하는데, 불교의 이상향인 연화장의 세계는 비로자나불이 있는 광대하고 장엄한 이상세계를 말한다. 연화장 세계의 맨 아래에는 풍륜이 있고, 풍륜 위에는 향수해가 있어 그 향수해에 큰 연꽃이 핀 것을 연화장이라 하는 이상세계이다. 즉, 대향로를 받치고 있는 용은 향수해를 의미하고 연꽃잎 위의 세계가 이상세계라는 설명이다.
봉황을 고대 동북아에서 신성시해 온 천계(天界)로 보고, 5악사와 기러기를 백제의 5부로 보아 백제대향로에 고대 동북아의 전통사상이 반영되었다.
한편 최근에는 백제 금동대향로가 '도교와 불교의 습합'을 반영했다는 기존 견해에 반론하기도 한다. 당시 불교계에서 전승되었을 문헌 가운데 '가루라(금시조) 목 아래에 여의주가 있다[如意者, 此鳥頸下有如意珠.]'라는 기록이 있기 때문이다. 또한 『대반열반경』 중 '신선이 기악을 연주한다[神仙呪術，作倡伎樂]'는 기록이 있고, 『묘법연화경』에도 '사람이 북, 퉁소, 거문고, 비파 등을 연주한다[若使人作樂, 擊鼓吹角貝, 簫笛琴箜篌, 琵琶鐃銅鈸]'라는 문구가 있다. 즉, 백제 금동대향로의 도상을 불전(佛典) 내에서 찾을 수 있다는 주장이 제기된 것이다. 특히 수당대에 걸쳐 불교 내에서는 『홍명집』 등을 저술해 도교에 비판적인 입장을 제기하는 경우가 많았다. 따라서 격의불교로 당시의 불교상을 정의하기엔 문제가 있다. 향로의 도상에 대해 지나친 추정과 상상은 지양되어야 하고, 향후 구체적인 전거를 들어 살펴볼 필요가 있다.

## 사진

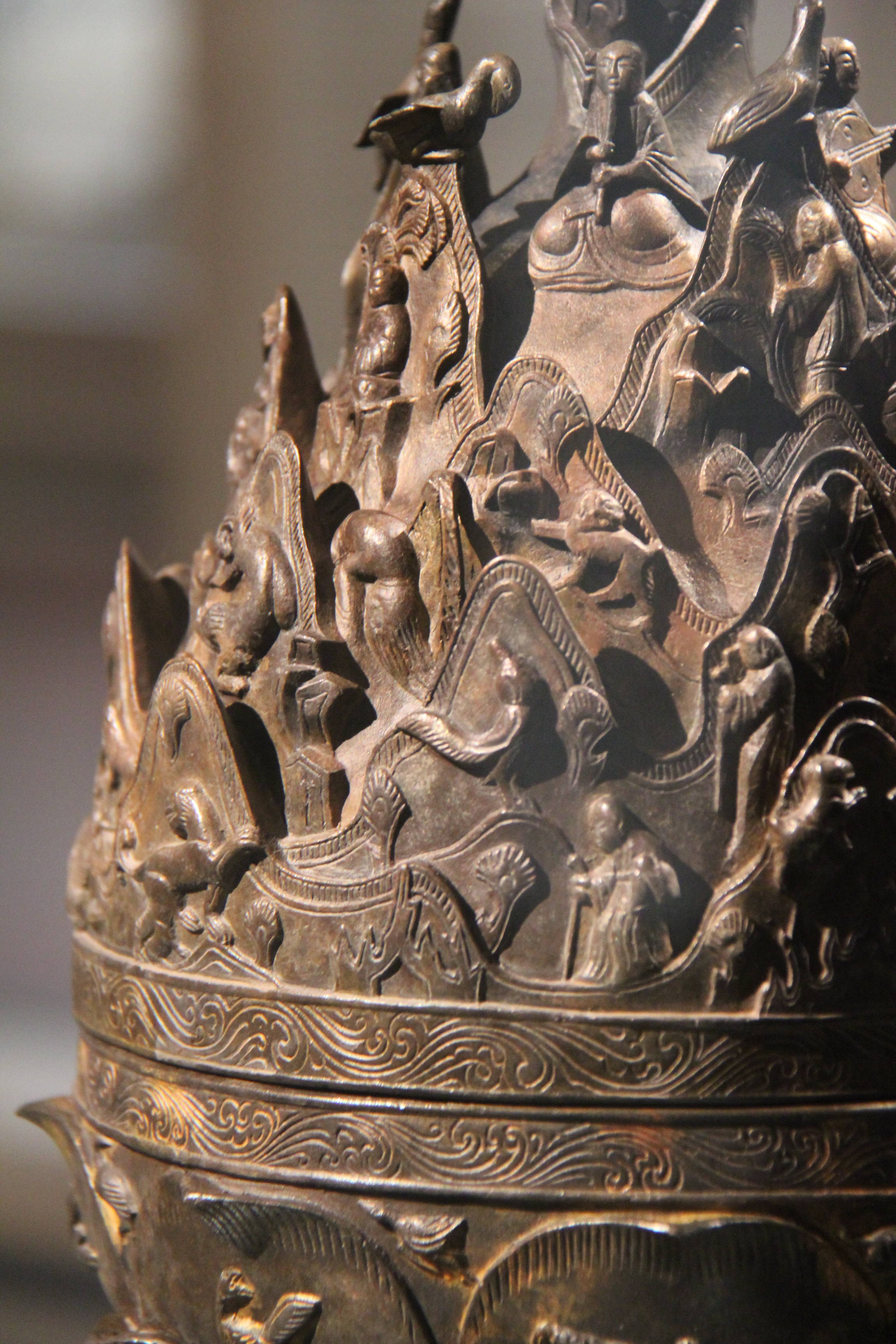
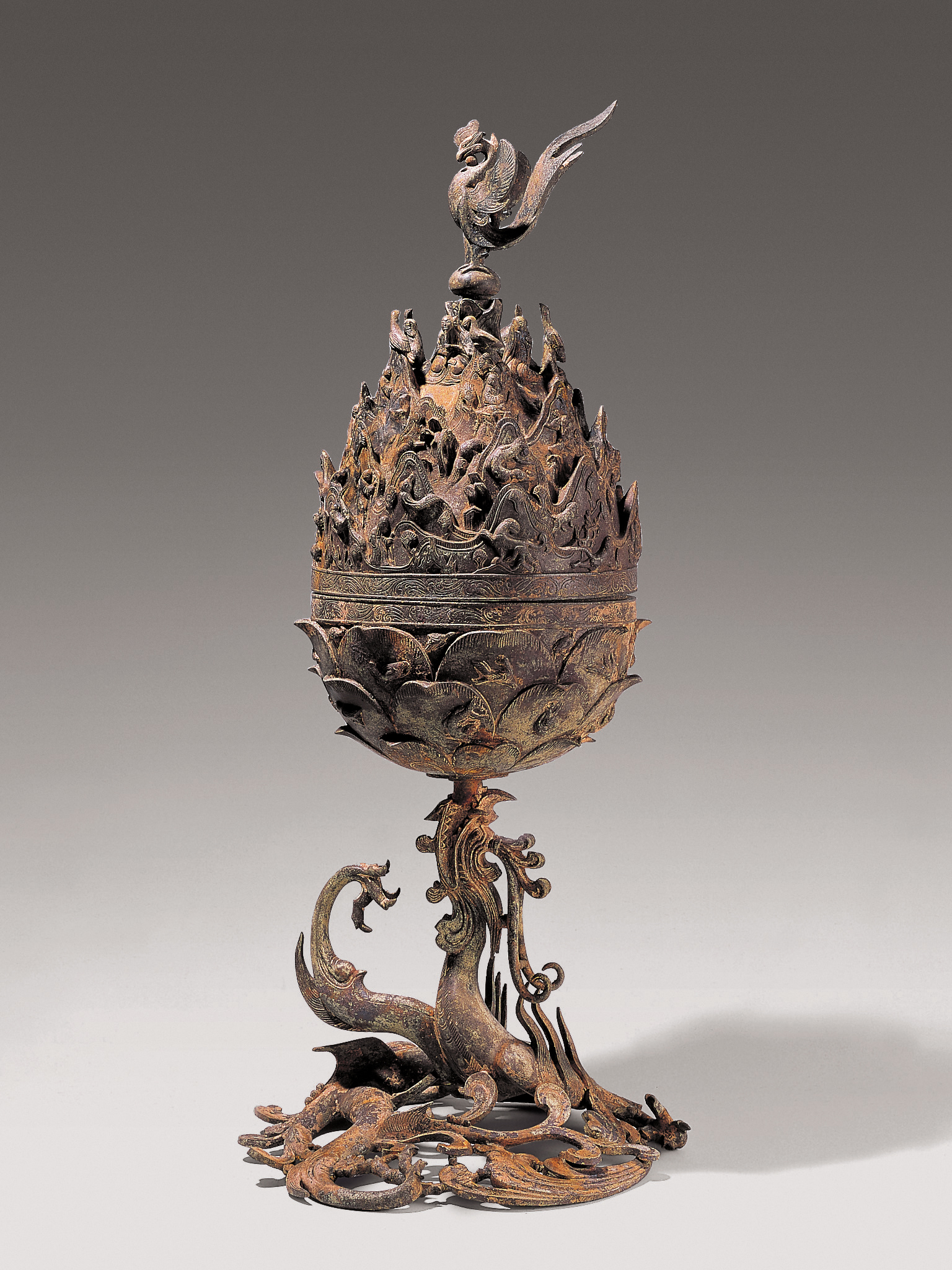

## 같이 보기
- 국립부여박물관
- 삼국 시대

## 참고 자료
- 백제 금동대향로 - 국가유산청 국가유산포털